# Nekomata
 (juin 2021).
La mise en forme du texte ne suit pas les recommandations de Wikipédia : il faut le « wikifier ».
Les points d'amélioration suivants sont les cas les plus fréquents. Le détail des points à revoir est peut-être précisé sur la page de discussion.
- Les titres sont pré-formatés par le logiciel. Ils ne sont ni en capitales, ni en gras.
- Le texte ne doit pas être écrit en capitales (les noms de famille non plus), ni en gras, ni en italique, ni en « petit »…
- Le gras n'est utilisé que pour surligner le titre de l'article dans l'introduction, une seule fois.
- L'italique est rarement utilisé : mots en langue étrangère, titres d'œuvres, noms de bateaux, etc.
- Les citations ne sont pas en italique mais en corps de texte normal. Elles sont entourées par des guillemets français : « et ».
- Les listes à puces sont à éviter, des paragraphes rédigés étant largement préférés. Les tableaux sont à réserver à la présentation de données structurées (résultats, etc.).
- Les appels de note de bas de page (petits chiffres en exposant, introduits par l'outil «  Source ») sont à placer entre la fin de phrase et le point final[comme ça].
- Les liens internes (vers d'autres articles de Wikipédia) sont à choisir avec parcimonie. Créez des liens vers des articles approfondissant le sujet. Les termes génériques sans rapport avec le sujet sont à éviter, ainsi que les répétitions de liens vers un même terme.
- Les liens externes sont à placer uniquement dans une section « Liens externes », à la fin de l'article. Ces liens sont à choisir avec parcimonie suivant les règles définies. Si un lien sert de source à l'article, son insertion dans le texte est à faire par les notes de bas de page.
- La présentation des références doit suivre les conventions bibliographiques. Il est recommandé d'utiliser les modèles {{Ouvrage}}, {{Chapitre}}, {{Article}}, {{Lien web}} et/ou {{Bibliographie}}. Le mode d'édition visuel peut mettre en forme automatiquement les références.
- Insérer une infobox (cadre d'informations à droite) n'est pas obligatoire pour parachever la mise en page.

Pour une aide détaillée, merci de consulter Aide:Wikification.
Si vous pensez que ces points ont été résolus, vous pouvez retirer ce bandeau et améliorer la mise en forme d'un autre article.
Œuvres principales
- Hyakkai zukan

Le nekomata (猫また／猫叉／猫股／猫胯, ou neko-mata, « chat à la queue fourchue »), est un  yōkai en forme de chat, issu du folklore japonais et des kaidan classiques. Il s'agit d'une espèce de bakeneko qui a muté avec l'âge.
Il y a deux espèces de nekomata : ceux qui vivent dans les montagnes et ceux, domestiques, qui se transforment avec l'âge.

## Nekomatades montagnes
En Chine, on en parle dans des histoires encore plus anciennes qu'au Japon à partir de la dynastie Sui comme dans 猫鬼 ou 金花猫 qui racontaient des chats mystérieux, mais au Japon, dans Meigetsuki de Fujiwara no Teika au début de la période Kamakura, au début du Tenpuku (1233), le 2 août, à Nanto (aujourd'hui préfecture de Nara), il est dit qu'un nekomata (猫胯) a mangé et tué plusieurs personnes en une nuit. C'est la première apparition du nekomata dans la littérature, et on parlait du nekomata comme d'une bête des montagnes. Cependant, dans Meigetsuki, concernant leur apparence, il est écrit qu'« ils ont des yeux comme un chat, et ont un grand corps comme un chien », nombreux sont ceux qui soulèvent la question de savoir si oui ou non il s'agit vraiment d'un monstre de chat, et comme il y a des déclarations selon lesquelles les gens souffrent d'une maladie appelée la maladie du nekomata (猫跨病), il y a l'interprétation qu'il s'agit en fait d'une bête qui a attrapé la rage. De même, dans l'essai Tsurezuregusa de la fin de la période Kamakura (vers 1331), il est écrit : « dans les recoins des montagnes, il y a ceux qu'on appelle nekomata, et les gens disent qu'ils mangent les humains… » (奥山に、猫またといふものありて、人を食ふなると人の言ひけるに),.
Même dans les recueils de kaidan Tonoigusa (宿直草) et Sorori Monogatari (曾呂利物語), les nekomata se cachent dans les recoins des montagnes, et il existe des histoires où, au plus profond des montagnes, ils apparaîtraient métamorphosés en humains,. Dans les croyances populaires, il existe de nombreuses histoires de nekomata dans les régions montagneuses. Les nekomata des montagnes ont tendance à être plus grands dans la littérature plus tardive, et dans Shin Chomonjū (新著聞集), les nekomata capturés dans les montagnes de la province de Kii sont aussi grands qu'un sanglier, et dans Wakun no Shiori (倭訓栞) de 1775 (Anei 4), d'après l'affirmation que leur voix rugissante se répercute dans toute la montagne, on peut les voir aussi grands qu'un lion ou un léopard. Dans Gūisō (寓意草) de 1809 (Bunka 6), un nekomata qui tenait un chien dans sa gueule avait une envergure de neuf shaku et cinq sun (environ 2,8 mètres).
Dans la province d'Etchū (aujourd'hui préfecture de Toyama), à Aizu, au Nekomatayama dit être l'endroit où les nekomata mangeraient et tueraient les humains (aujourd'hui préfecture de Fukushima), les nekomata qui se transforment en humains et trompent les gens, comme le mont Nekomadake, voient parfois leurs légendes être nommées d'après le nom de la montagne. Concernant le Nekomatayama, on peut voir que ne suivant pas du tout le folklore, il y a en fait de grands chats vivant dans la montagne qui attaquent les humains.

## Nekomatadomestique
À la même époque, dans Kokon Chomonjū de la période Kamakura, dans l'histoire appelée Kankyō Hōin (観教法印), un vieux chat élevé dans une villa de montagne précipitée tenait dans sa gueule un trésor secret, une épée protectrice, et s'enfuit, et les gens le poursuivirent, mais il déguisa son apparence à ce moment-là, et il a laissé derrière lui un monstre, mais dans Tsurezuregusa susmentionné, il s'agit aussi d'un nekomata, et il est dit qu'à part les nekomata qui se cachent dans les montagnes, il y a aussi les chats de compagnie qui vieillissent, se transforment, mangent et enlèvent les gens.
À l'époque Edo et par la suite, on pensait généralement que les chats élevés à la maison se transformaient en nekomata en vieillissant, et les nekomata des montagnes mentionnés plus haut ont été interprétés comme des chats qui s'étaient enfuis et étaient venus vivre dans les montagnes. Pour cette raison, une croyance populaire est apparue dans chaque région du Japon selon laquelle les chats ne doivent pas être élevés pendant de nombreux mois et années.
Dans Ansai Zuihitsu (安斎随筆) du cérémoniaire de la cour Sadatake Ise, on peut voir la déclaration « un chat âgé de plusieurs années finira par avoir deux queues, et deviendra le yōkai appelé nekomata ». De même, l'érudit du milieu de la période Edo, Arai Hakuseki, a déclaré : « les vieux chats deviennent nekomata et déconcertent les gens », et indique qu'il était de bon sens à cette époque de penser que les chats deviennent nekomata, et même des kawara-ban de la période Edo a fait état de cet étrange phénomène.
Dans le livre Yamato Kaiiki (大和怪異記, « Histoires mystérieuses du Japon »), écrit par un auteur inconnu en 1708, une histoire parle de la maison hantée d'un riche samouraï. Les habitants de cette maison sont témoins de plusieurs activités de poltergeist et le samouraï invite d'innombrables chamans, prêtres et évocateurs pour tenter de mettre fin à ces événements. Mais aucun d'entre eux n'est capable de trouver la source de la terreur. Un jour, l'un des plus fidèles serviteurs observe le très vieux chat de son maître qui porte dans sa gueule un shikigami portant le nom imprimé du samouraï. Immédiatement, le serviteur tire une flèche sacrée qui atteint le chat en pleine tête. Lorsque le chat est étendu mort sur le sol, tous les habitants peuvent voir que le chat a deux queues et qu'il est donc devenu un nekomata. Avec la mort du chat démoniaque, les activités poltergeist prennent fin. Des histoires sinistres similaires de rencontres avec des nekomata apparaissent dans des livres tels que Taihei Hyakumonogatari (太平百物語, « Collection de 100 contes de fées »), écrit par Yusuke (祐佐, ou Yūsa) en 1723 et dans le livre Rōō Chabanashi (老媼茶話, « Potins de vieilles dames à l'heure du thé »), écrit par Misaka Daiyata (三坂大彌) en 1742.
Il est généralement dit que le mata (又) de nekomata vient de la façon dont ils ont deux queues, mais du point de vue de la folkloristique, cela est considéré comme discutable, et comme ils se transforment en grandissant, la théorie selon laquelle il s'agit du mata signifiant « répétition », ou, comme indiqué précédemment, puisqu'on pensait autrefois qu'ils étaient une bête des montagnes, il existe une théorie selon laquelle cela vient de mata (爰) qui signifie "singes", ce qui signifie qu'ils sont comme des singes qui peuvent aller et venir librement entre les arbres dans les montagnes à volonté. Il y a aussi la théorie selon laquelle cela vient de la façon dont les chats qui vieillissent perdent la peau de leur dos et pendent vers le bas, ce qui donne l'impression qu'ils ont deux queues.
Les chats sont souvent associés à la mort au Japon, et cet esprit particulier est souvent accusé. Bien plus sombre et malveillant que la plupart des bakeneko, le nekomata aurait des pouvoirs de nécromancie, et en ressuscitant les morts, les contrôlerait par des danses rituelles - en faisant des gestes avec la patte et la queue. Ces yōkai sont associés à des feux étranges et à d'autres événements inexplicables. Plus un chat est âgé, et plus il a été maltraité avant sa transformation, plus le nekomata est réputé avoir de pouvoir. Pour se venger de ceux qui lui ont fait du tort, l'esprit peut hanter les humains en leur rendant visite avec leurs parents décédés. Comme pour les bakeneko, certains contes racontent que ces démons ont pris l'apparence d'êtres humains - mais ils sont généralement apparus sous la forme de femmes plus âgées, se comportant mal en public et apportant morosité et malveillance partout où ils allaient. Parfois, la queue des chatons était coupée par précaution car on pensait que si leur queue ne pouvait pas fourcher, ils ne pourraient pas devenir des nekomata.
Du fait de ce discernement et de ces caractéristiques étranges, les nekomata sont considérés depuis des temps immémoriaux comme des êtres diaboliques. En raison de peurs et de croyances populaires telles que la résurrection d'un mort lors d'un enterrement ou la malédiction de sept générations à la suite de la mort d'un chat, on pense que la légende du nekomata est née,. De plus, dans les croyances populaires, les chats et les morts sont liés. En tant que carnivores, les chats ont un sens aigu de la détection de l'odeur de pourriture, et l'on croyait donc qu'ils avaient la particularité de s'approcher des cadavres ; avec cette croyance folklorique, on considère parfois que le kasha, un yōkai qui vole les cadavres des morts, est le même que le nekomata.
Il existe également au Japon des yōkai félins appelés les bakeneko, mais comme les nekomata sont certainement les yōkai de chats transformés, on confond parfois les nekomata avec les bakeneko.

## Dans la culture populaire contemporaine
- Dans le jeux vidéo Genshin Impact, Kirara est une nekomata[12].